# Pleotrichocladium
Pleotrichocladium is een monotypisch geslacht van schimmels behorend tot de familie Melanommataceae. Het bevat alleen Pleotrichocladium opacum.